# Eparchia czerniowiecko-bukowińska
Eparchia czerniowiecko-bukowińska – jedna z eparchii Ukraińskiego Kościoła Prawosławnego Patriarchatu Moskiewskiego. Jej obecnym zwierzchnikiem jest metropolita czerniowiecki i bukowiński Melecjusz (Jehorenko), zaś funkcję katedry pełni sobór Zstąpienia Świętego Ducha w Czerniowcach.

Eparchia czerniowiecko-bukowińska na tle podziału administracyjnego UKP PM

Eparchia została sformowana w latach 1944–1945 na ziemiach północnej Bukowiny anektowanych przez ZSRR kosztem Rumunii. Tym samym przejęła znajdujące się w rejonie struktury metropolii bukowińskiej – 370 parafii oraz dwa klasztory (monaster św. Jana Teologa w Chreszczatyku oraz monaster Wprowadzenia Matki Bożej do Świątyni w Czerniowcach) z 200 duchownymi. Na przełomie lat 50. i 60. XX wieku rząd radziecki pod przywództwem Nikity Chruszczowa przeprowadził w całym kraju kampanię antyreligijną, która objęła również Bukowinę; w tym okresie zamknięto obydwa monastery oraz ok. 100 cerkwi. Do 1988 w regionie nie zarejestrowano żadnej nowej parafii. Sytuacja ta zmieniła się po obchodach tysiąclecia chrztu Rusi, które stały się momentem zmiany kursu państwa wobec Rosyjskiego Kościoła Prawosławnego. W eparchii czerniowieckiej otwarto szereg nowych parafii.
Od 1990 obok eparchii czerniowieckiej na Bukowinie działał niekanoniczny Ukraiński Autokefaliczny Kościół Prawosławny, który w 1992 posiadał w regionie dziesięć parafii. Od wymienionego roku w obwodzie czerniowieckim swoje struktury zaczął tworzyć, z poparciem władz państwowych, również Ukraiński Kościół Prawosławny Patriarchatu Kijowskiego, którego przedstawiciele siłowo odebrali część świątyń eparchii, tworząc ok. 50 parafii.
W 2012 eparchia czerniowiecka zmieniła nazwę na czerniowiecko-bukowińska.
W ramach eparchii działają następujące klasztory:
- Monaster Wniebowstąpienia Pańskiego w Banczenach, męski
- Monaster św. Włodzimierza w Kolinkowcach, męski
- Monaster św. Jana Teologa w Chreszczatyku, męski
- Monaster św. Mikołaja w Neporotowie, męski
- Monaster Narodzenia Matki Bożej „Horecza” w Czerniowcach, męski[a]
- Monaster Zaśnięcia Matki Bożej w Kuliwcach, męski
- Monaster Bojańskiej Ikony Matki Bożej w Bojanach, żeński
- Skit św. Atanazego z Athosu w Stalniwcach, filia monasteru w Bojanach
- Monaster Świętych Niewiast Niosących Wonności w Werchnich Petriwcach, żeński
- Monaster św. Anny w Baszkiwcach, żeński
- Monaster Wprowadzenia Matki Bożej do Świątyni w Czerniowcach, żeński
- Monaster św. Jana z Suczawy w Krasnojilśku, żeński
- Monaster Opieki Matki Bożej w Mołodiji, żeński